# هنینگ کارلسن
هنینگ کارلسن (انگلیسی: Henning Carlsen؛ ۴ ژوئن ۱۹۲۷ – ۳۰ مهٔ ۲۰۱۴) کارگردان، فیلم‌نامه‌نویس، تهیه‌کننده و تدوین‌گر اهل دانمارک بود.
او بین سال‌های ۱۹۵۰ تا ۲۰۱۴ میلادی فعالیت می‌کرد.
وی بیشتر برای فیلم‌های مستند و نیز فعالیت در سینما وریته شناخته شده است. از کارهای وی می‌توان به فیلم درام گرسنگی اشاره کرد که نامزد دریافت نخل طلایی شد.

## فیلمشناسی
- گربه‌ها (۱۹۶۵)
- گرسنگی (۱۹۶۶)
- گرگ پشت در (۱۹۸۶)
- پان (۱۹۹۵)